# Honda XL 500-serie
De Honda XL 500-serie is een serie offroad-motorfietsen die Honda produceerde van 1979 tot en met 1982. Ze omvatte de Honda XL 500 S, de Honda XL 500 R en de speciale Honda XL 500 R Paris-Dakar.

## Voorgeschiedenis
Honda leverde al sinds 1961 motorfietsen die min of meer geschikt waren voor het gebruik op onverharde wegen en in het terrein. Rond 1966 ging men onderscheid maken tussen scramblers, licht omgebouwde straatmotoren die op onverharde wegen nog wel konden worden gebruikt, en offroadmotoren, die voor zwaarder terrein geschikt waren. De scramblers kregen de aanduiding "CL", zoals de Honda CL 100, de Honda CL 125 S, de Honda CL 160 D, de Honda CL 175, de Honda CL 350 en de Honda CL 450. De offroadmotoren kregen de aanduiding "SL", zoals de Honda SL 100, de Honda SL 125, de Honda SL 175 en Honda SL 350. Al deze modellen waren direct afgeleid van bestaande straatmotoren zelfs als het tweecilinders waren. Vanaf 1972 ging men speciale eencilinder-offroadmotoren maken, te beginnen met de Honda XL 250. In 1973 volgde de Honda XL 175 en in 1974 de Honda XL 100, de Honda XL 125 en de Honda XL 350. In 1979 besloot men het programma van terreinmotoren flink uit te breiden. Men bracht echte enduromotoren op de markt, zoals de XR 185, de XR 250 en de XR 500 en ook de offroadlijn werd uitgebreid met de XL 100 S, de XL 125 S, de XL 185 S en de XL 500 S.

## XL 500 S
De XL 500 S werd tegelijk geprestenteerd met de XR 500, maar er waren flinke verschillen tussen de machines. De XR 500 was bedoeld voor deelname aan endurowedstrijden, had meer vermogen en was twaalf kilo lichter gebouwd. De XL 500 S moest concurreren met machines als de Yamaha XT 500, die weliswaar als "Enduro" werd gepresenteerd maar die was voorzien van trialbanden en redelijk bruikbaar was op de verharde weg. De (opgegeven) prestaties van de XL 500 S waren ook precies gelijk aan die van de XT 500: 32 pk bij 6.500 tpm en beide machines moesten worden gestart met een kickstarter. De XL 500 S bood ook ruimte aan een duopassagier, die echter wel tevreden moest zijn met op de swingarm gemonteerde voetsteunen, die daardoor alle veerbewegingen meemaakten. De XL 500 S was uitgevoerd met een normale koplamp, een fors achterlicht en elektrische richtingaanwijzers, die in rubber waren opgehangen om te voorkomen dat ze bij een val in het terrein zouden afbreken. De machine had wel een snelheidsmeter, maar geen toerenteller.

### Motor
De motor was een staande, luchtgekoelde viertaktmotor met een enkele bovenliggende nokkenas en met 4 kleppen. Er waren twee uitlaatpoorten en daarom ook twee uitlaatbochten, die echter in één einddemper samenkwamen. De boring bedroeg 89 mm, de slag 80 mm en daarmee kwam de cilinderinhoud op 497,7 cc. Er waren twee balansassen ingebouwd, die de motortrillingen beperkten en het daarmee ook mogelijk te maken het frame lichter te maken. De machine had een 32mm-Keihin CV-carburateur, de elektronische CDI-ontsteking en een wet-sump smeersysteem.

### Aandrijving
Vanaf de krukas met de meervoudige natte platenkoppeling door tandwielen aangedreven. De XL 500 S had vijf versnellingen en kettingaandrijving naar het achterwiel.

### Rijwielgedeelte
De XL 500 S had een buisframe, dat vanaf de onder- en bovenzijde van de motor was uitgevoerd als dubbel wiegframe, maar dat vanaf het balhoofd zowel aan de onder- als de bovenzijde slechts één buis had. Onder het blok liepen de framebuizen niet door, maar daar werd de ruimte opgevuld door de carterbeschermingsplaat. De Showa-telescoopvork had geen beschermingsrubbers. Het voorwiel mat 23 inch en dat was groter dan gebruikelijk. Door dit grote voorwiel was de XL 500 S minder gevoelig voor sporen. Het achterwiel mat 18 inch. In het voorwiel zat een 140mm-simplexrem, die voor gebruik op de openbare weg met een topsnelheid van 140 à 145 km/h wat onderbemeten was. Achter zat een 130mm-simplexrem.

## XL 500 R
De belangrijkste verandering aan de XL 500 R, die in 1982 op de markt kwam, was de Pro Link-achtervering. De machine kreeg echter ook een meer robuuste 37mm-telescoopvork, een duplexrem in het 21 inch voorwiel en het achterwiel werd ook kleiner: 17 inch. Verder werd er een kunststof kapje rond de koplamp gemonteerd en kreeg de machine een klein bagagerekje.

## XL 500 R Paris Dakar
Eveneens in 1982 leverde Honda enkele bijzondere modellen nadat Cyril Neveu de Rallye Paris-Dakar van dat jaar gewonnen had. Dit waren de Honda XL 125 R Paris-Dakar, de Honda XL 250 Paris-Dakar en de Honda XL 500 R Paris-Dakar. Het belangrijkste verschil met de "normale" XL 500 R was de grote 21 liter-benzinetank. Verder was de machine net als die van Neveu uitgevoerd in Monza Red, Ceramic White en Dakar Blue.

## Afbeeldingen

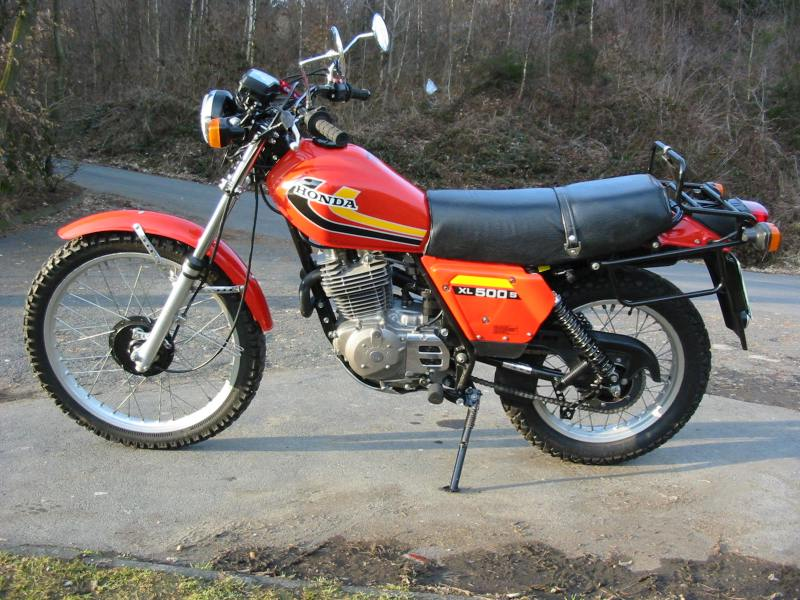
1979: XL 500 SZ in Tahitian Red met gele en zwarte biezen, maar met een niet origineel laag voorspatbord.
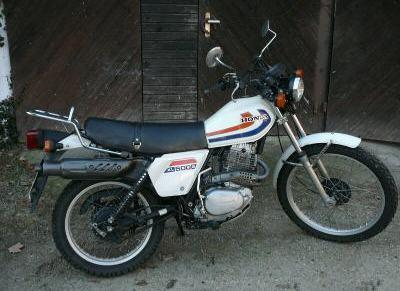
1979:XL 500 SZ in de weinig voorkomende kleur Ceramic White met rode en blauwe biezen.
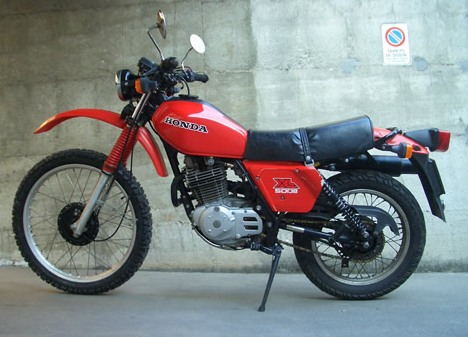
1980: XL 500 SA in Helios Red
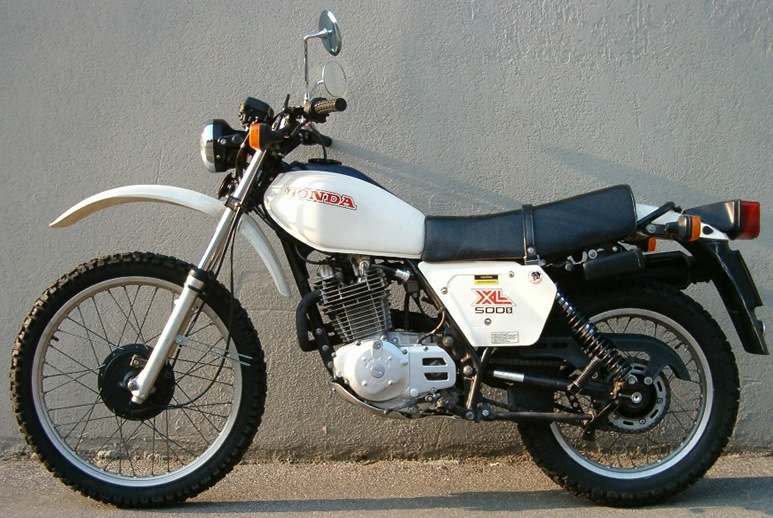
1980: XL 500 SA in Ceramic White
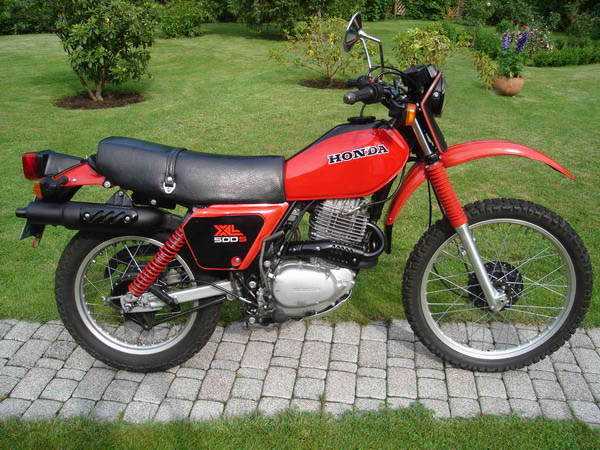
1981: XL 500 SB in Monza Red
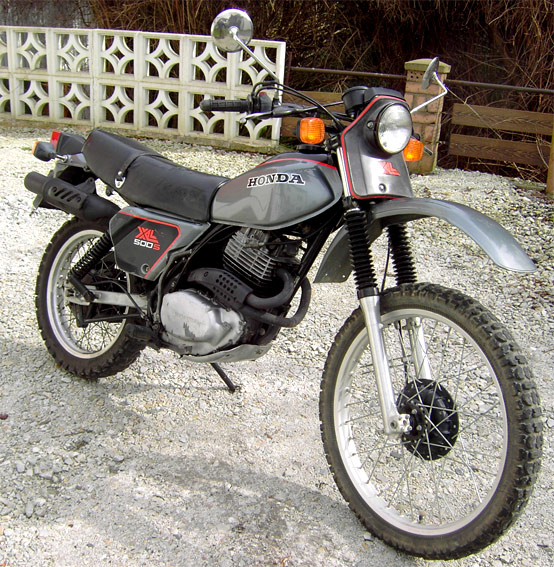
1981: XL 500 SB in Metallic Silver
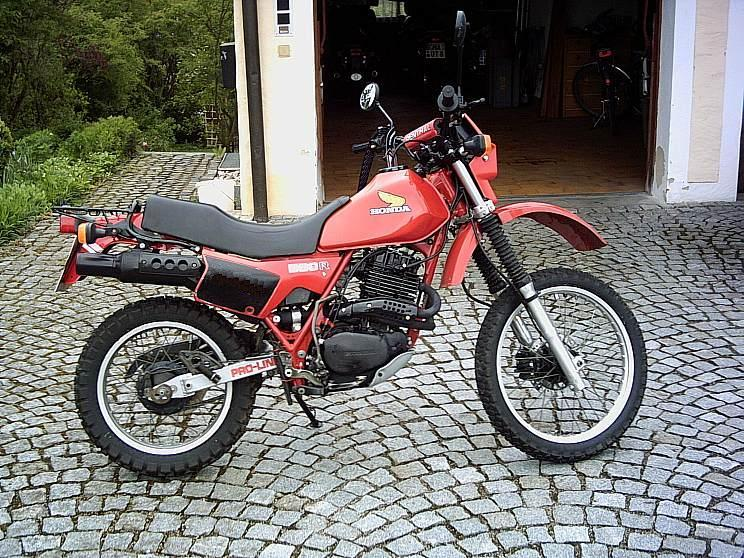
1982: XL 500 R in Monza Red
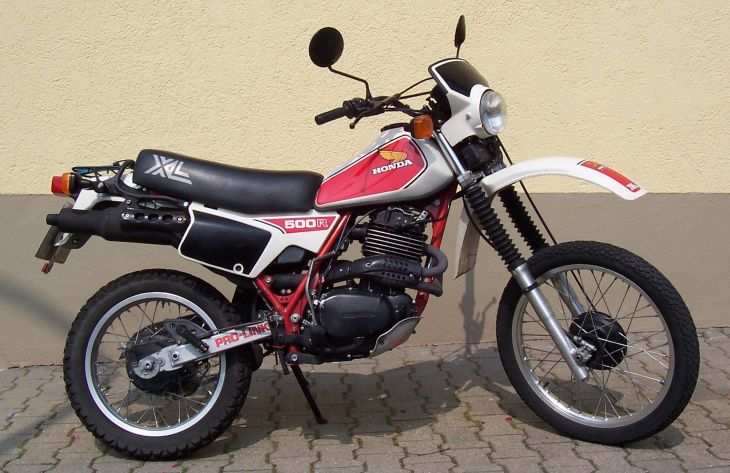
1982: XL 500 R in Ceramic White
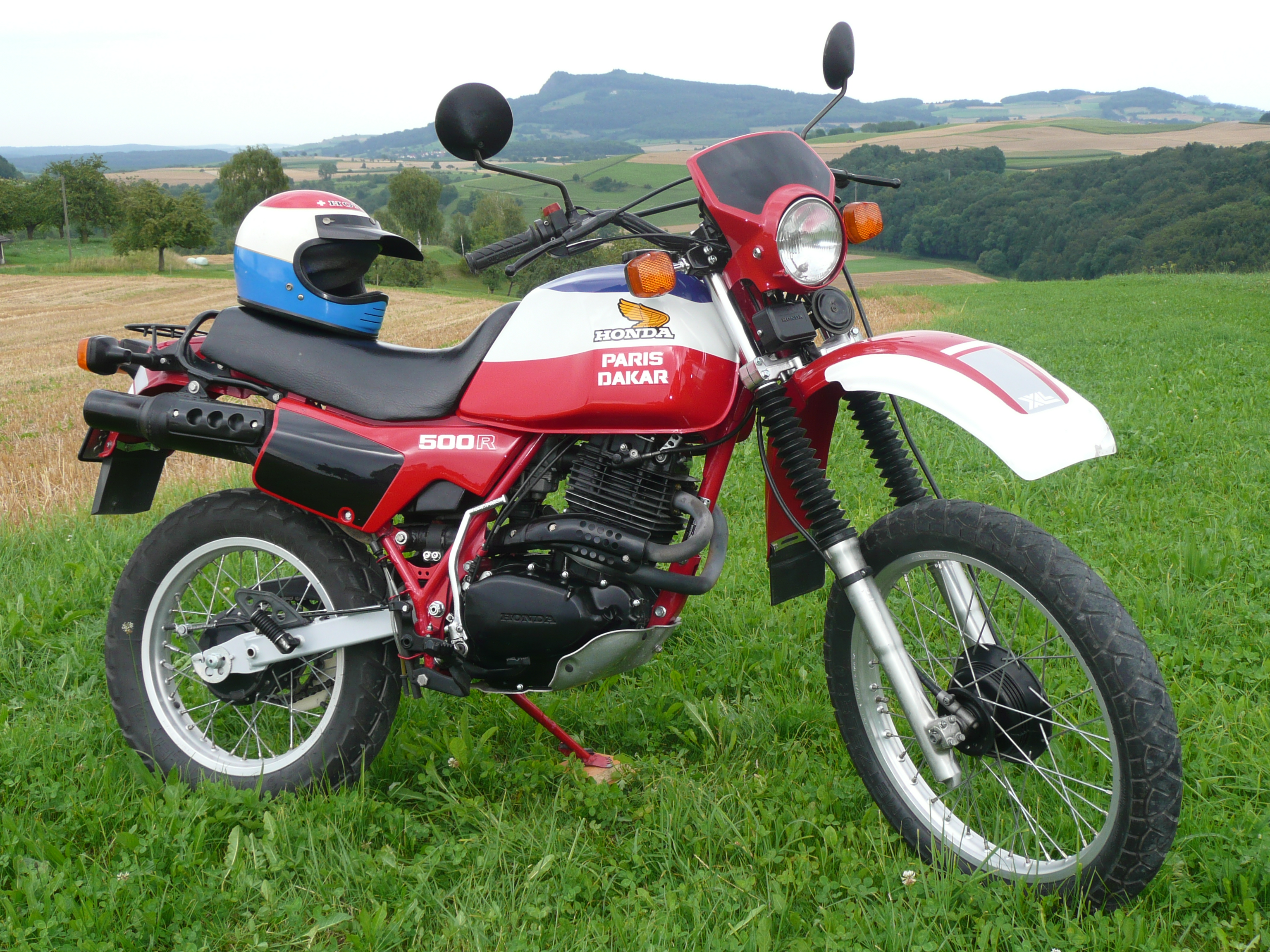
1982: XL 500 R Paris-Dakar